# Cumorah
Cumorah es una colina ubicado en Manchester, Nueva York, Estados Unidos, donde Joseph Smith, fundador del Movimiento de los Santos de los Últimos Días, dijo que encontró un conjunto de planchas de oro que tradujera al inglés y publicó como el Libro de Mormón.
En el texto del Libro de Mormón, se menciona el nombre de Cumorah como un cerro ubicado en una localidad del mismo nombre, descrito como «una tierra de muchas aguas, ríos y fuentes». En esta colina, una figura del Libro de Mormón, el profeta Mormón, habría depositado varias planchas de metal que contenían el registro de su nación de nefitas, justo antes de su batalla final con sus enemigos los lamanitas en la que al menos doscientas cincuenta mil personas habrían sido asesinadas.
Los primeros Santos de los Últimos Días asumieron que el Cumorah en Nueva York era el mismo Cumorah descrito en el Libro de Mormón, basados principalmente en una carta escrita por Oliver Cowdery (Carta VII), publicada en el Messenger and Advocate de julio de 1835 y reimprimió varios veces bajo la dirección de Joseph Smith, pero a principios del siglo XX, académicos de la Iglesia Reorganizada de Jesucristo de los Santos de los Últimos Días (actualmente denominada Comunidad de Cristo) y La Iglesia de Jesucristo de los Santos de los Últimos Días (LDS) comenzaron a especular que habría dos colinas de ese tipo y que la batalla final en el Libro de Mormón tuvo lugar en una colina en el sur de México, América Central o América del Sur. La LDS no tiene una posición oficial sobre el asunto, y si bien algunos líderes y miembros de la IJSUD no comparten estas hipótesis, otros las defienden firmemente.
En el relato oficial de Joseph Smith (como figura en el Libro de Mormón, pp. X), se afirma que Manchester, Condado de Ontario, Nueva York, es el lugar del encuentro con Angel Moroni.

## Nueva York

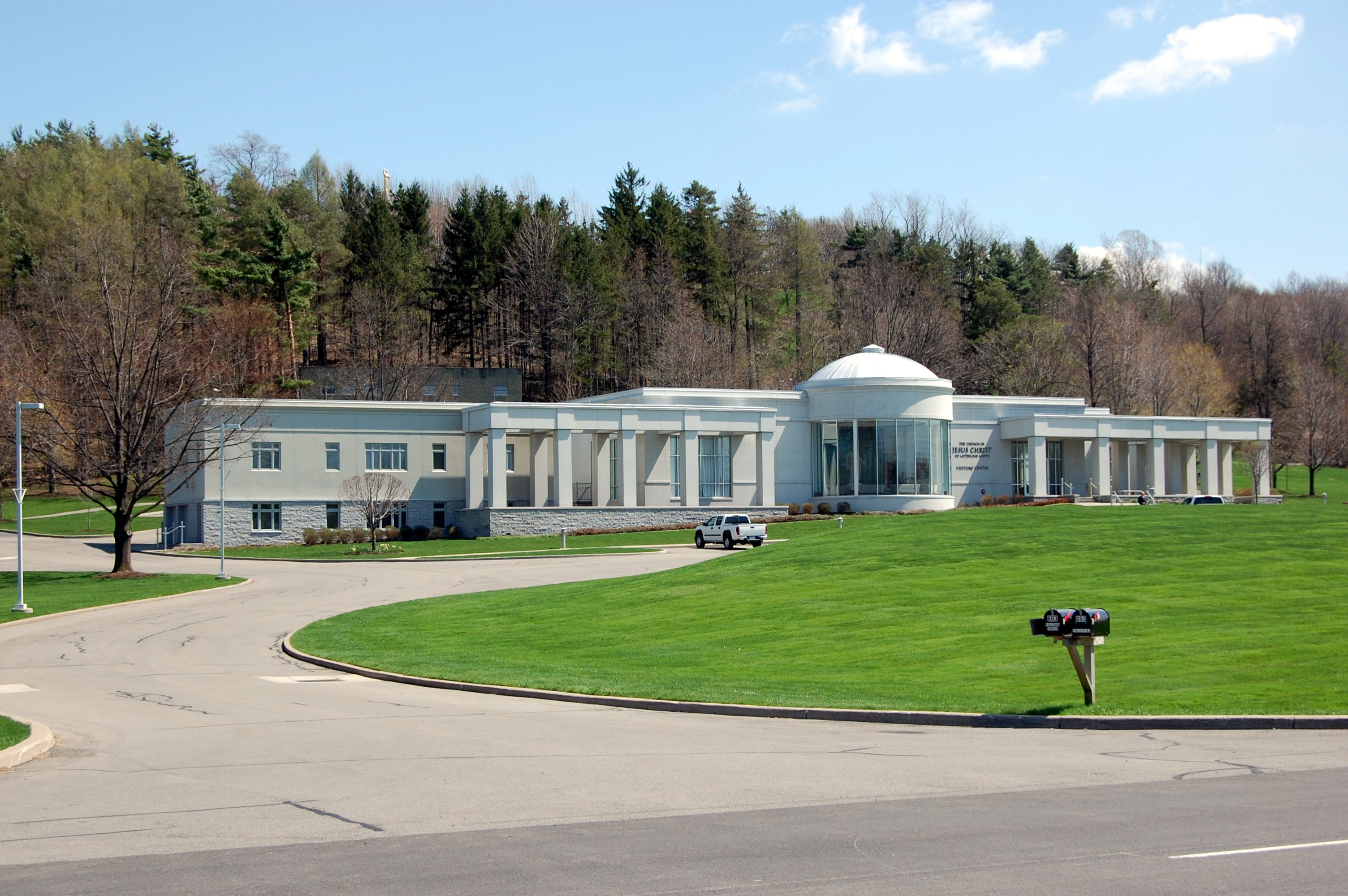
Centro de visitantes de La Iglesia de Jesucristo de los Santos de los Últimos Días en el monte Cumorah (Nueva York)

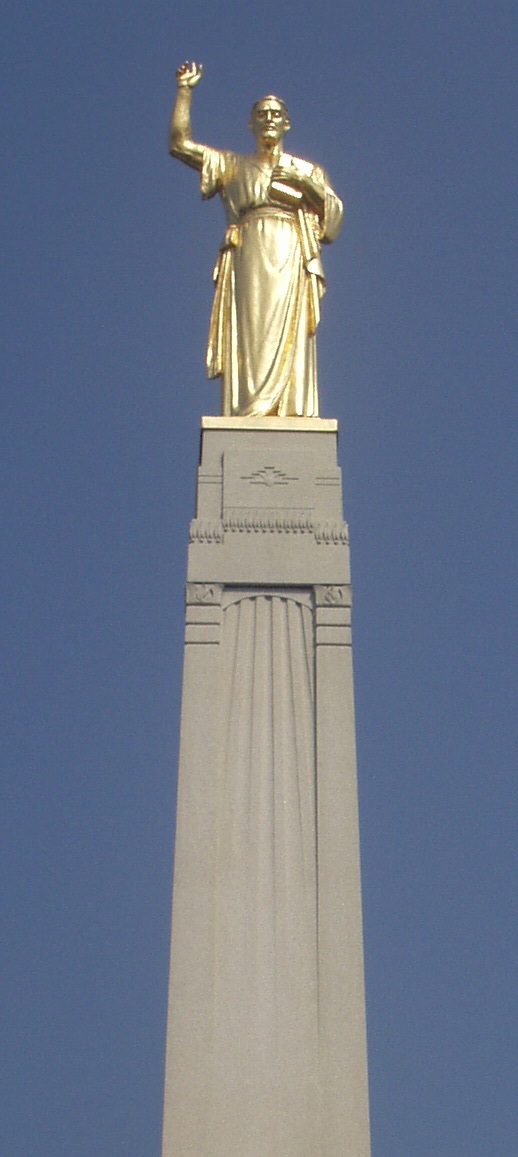
La estatua de Moroni en la cima de la colina Cumorah, en el oeste de Nueva York.

La colina llamada Cumorah en Manchester, Nueva York, es donde Smith afirmó que descubrió las planchas de oro que contenían los escritos del Libro de Mormón. Smith escribió: «En el lado oeste de esta colina, no lejos de la cima, debajo de una piedra de considerable tamaño, coloque las placas, depositadas en una caja de piedra».
Smith visitó la colina cada año el 22 de septiembre entre 1823 y 1827 y afirmó que fue instruido por un «mensajero sagrado», a quien Smith identificó como el Ángel Moroni. Según su relato, a Smith finalmente se le permitió tomar el registro el 22 de septiembre de 1827. Otros once hombres dieron testimonio por escrito de que también habían visto las planchas y las tenían en sus manos.
La colina, que no tenía nombre antes de 1829, se encuentra a pocos kilómetros de la casa de la infancia de Smith en una granja que entonces era propiedad de un agricultor local, Alonzo Sanders. Esta granja estaba a 6,4 km al sur de Palmyra, en la carretera principal hacia Canandaigua desde Palmyra a Manchester, y no está lejos de Carangrie Creek y el río Clyde. Según los geólogos, la colina se formó durante la retirada de los glaciares de la Edad de Hielo, y se eleva aproximadamente 34 m sobre el suelo del valle circundante.
Desde 1829, los Santos de los Últimos Días han llamado a la colina «Cumorah», y los no mormones locales la han llamado «Colina mormona» o «Gold Bible Hill». La colina también se ha llamado «Punto de inspiración». La colina y las tierras circundantes fueron compradas en la década de 1920 por la IJSUD bajo la dirección del presidente de la iglesia, Heber J. Grant. La transacción implicó dos compras separadas: la compra de la «granja Inglis» y la compra de la «granja Sexton». La granja Inglis constaba de 39 hectáreas a ambos lados de la carretera Canandaigua–Palmyra y abarcaba un tercio del borde occidental de la colina. La granja Sexton de 76 hectáreas fue comprada a los herederos de Pliny T. Sexton, quien era dueña de la «granja Mormon Hill» que abarca el resto de la colina.
La IJSUD ha construido un monumento que está coronado con una estatua del Ángel Moroni en la cima de la colina, y hay un centro de interpretación para visitantes en la base de la colina.

### Ubicación de las placas
La caja de piedra, descrita por Joseph Smith como la ubicación donde se encontraron las planchas de oro, no se ha ubicado en la colina. En una carta, Oliver Cowdery da la ubicación como «el lado oeste de la colina, no lejos de la cima». Poco después de que Smith anunció que tenía las planchas, algunos residentes locales buscaron sin éxito en la colina un agujero recién cavado que podría haber contenido dichas planchas. Notaron un agujero de tamaño significativo en el lado este de la colina que había sido cavado años antes por buscadores de tesoros.

## Libro de Mormón

### Nefitas
En el Libro de Mormón, Cumorah se menciona en cinco versículos del capítulo 6 y uno del capítulo 8 de un texto del libro, que también se llama Libro de Mormón. Según este registro, Mormón es uno de los cuidadores finales de los registros de su pueblo. Combinó y resumió los registros y los grabó en planchas de oro. Su pueblo, los llamados nefitas, estaba cerca de ser destruido por los lamanitas que habían tenido muchas guerras previas con los nefitas. Mormón le escribió al líder de los lamanitas para pedirle que reuniera a su «pueblo en la tierra de Cumorah, junto a una colina que se llamaba Cumorah, y allí podríamos darles batalla». Cumorah se describe como estar en una tierra con «muchas aguas, ríos y fuentes».
El líder de los lamanitas estuvo de acuerdo, y todos los nefitas se reunieron, incluidas sus mujeres y niños. Mormón escribió: «Y cuando pasaron trescientos ochenta y cuatro años [desde la señal del nacimiento de Cristo], nos reunimos en todo el resto de nuestro pueblo en la tierra de Cumorah». Mormón luego ocultó todos los registros de su gente en la colina, excepto las planchas en las que estaba escribiendo actualmente, que posteriormente entregó a su hijo Moroni.
Los lamanitas luego atacaron a los nefitas, que fueron dirigidos por veintitrés hombres cada uno con diez mil hombres bajo su mando. Mormón registró que todos menos veinticuatro de los nefitas habían sido asesinados, «incluso toda mi gente, excepto aquellos veinticuatro que estaban conmigo», sin contar a aquellos que huyeron hacia el sur o desertaron a los lamanitas.
Mormón luego registra su duelo por su gente y un último mensaje para aquellos que leerán su registro más tarde, luego vuelve a entregar los registros no enterrados a su hijo Moroni. Moroni registra, «después de la gran y tremenda batalla en Cumorah, he aquí, los nefitas que habían escapado al país hacia el sur fueron cazados por los lamanitas, hasta que todos fueron destruidos. Y mi padre también fue asesinado por ellos, e incluso me quedo solo para escribir la triste historia de la destrucción de mi pueblo».

### Jareditas
Esta colina, conocida como «Cumorah» entre los nefitas, se llamó «Rama» por los jareditas:

En el Libro de Mormón, durante el tiempo del Libro de Alma, la tierra de Cumorah era parte de la tierra de la Desolación, «la tierra que había sido poblada y destruida, de cuyos huesos hemos hablado». Esta tierra se identifica como al norte de la tierra de Zarahemla.
Alma 22:30-32

Moroni vivió varios años después de registrar la destrucción de su pueblo. Tradujo y resumió las planchas que eran el registro de los jareditas como el Libro del Éter en las planchas que guardaba. Durante este proceso, escribió: «Omer ... pasó por la colina de Shim , y se acercó al lugar donde los nefitas fueron destruidos» y «sucedió que el ejército de Coriantumr levantó sus tiendas de campaña. junto a la colina Ramá; y fue esa misma colina donde mi padre Mormón escondió los registros para el Señor, que eran sagrados». Estos pasajes identifican la colina nefita Cumorah como la misma colina donde los jareditas habían librado su batalla final.

## Geografía e historicidad

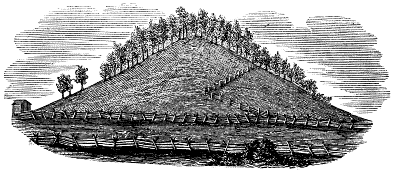
Un grabado de 1841 de Cumorah (vista sur), donde Joseph Smith dijo que le fueron entregadas las planchas de oro por un ángel llamado Moroni, en el lado oeste, cerca de la cima

Durante más de cien años, los mormones generalmente aceptaron el escenario de Nueva York para el monte Cumorah. Desde principios del siglo XX, se ha discutido dentro del movimiento de los Santos de los Últimos Días acerca de si el monte Cumorah en Nueva York es el mismo lugar descrito en el Libro de Mormón, o si hay dos colinas del mismo nombre, una en Nueva York y uno en el sur de México, América Central o América del Sur. Los arqueólogos mormones favorecen abrumadoramente la teoría de los «dos Cumorahs», mientras que los teólogos conservadores y algunos líderes prefieren la opinión de que solo existe un Cumorah. Algunos eruditos no mormones han proporcionado teorías alternativas para el origen del nombre Cumorah.

### Colina de Nueva York

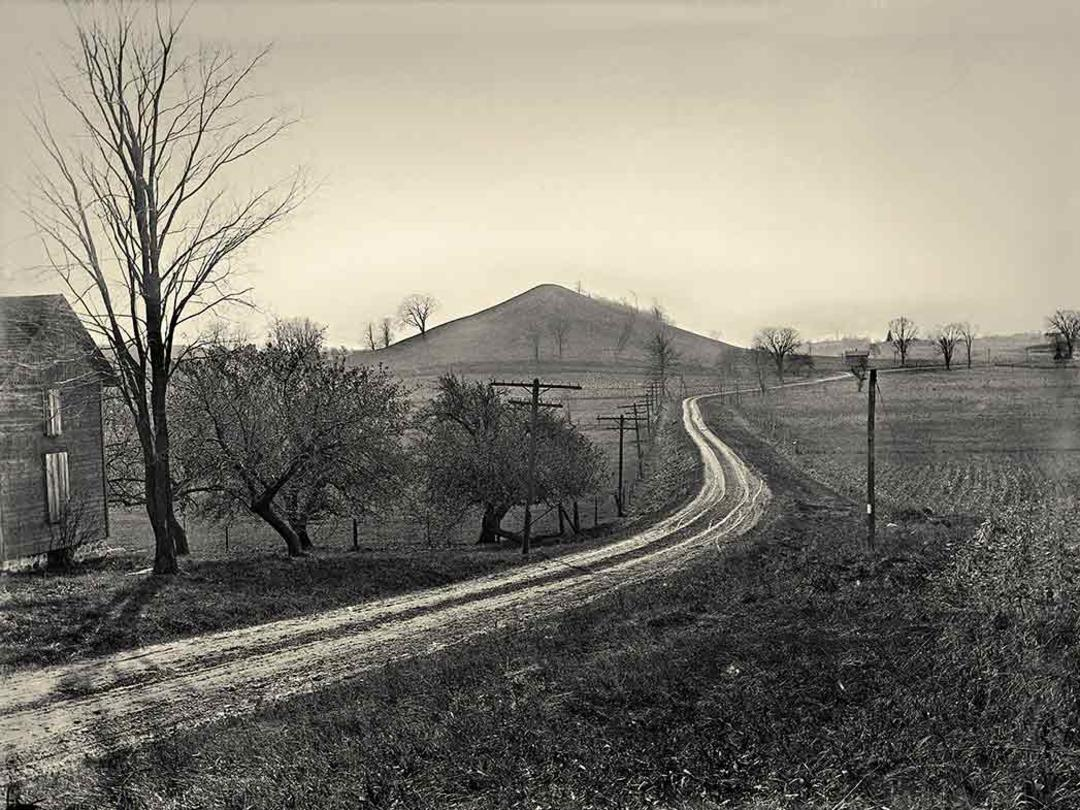
Fotografía de la colina de George Edward Anderson, 1907

Al menos diez relatos diferentes se refieren a ciertos eventos que ocurrieron en la colina Cumorah en Nueva York. Según el relato de Brigham Young, el ángel ordenó a Joseph Smith que llevara las planchas de oro de regreso a la colina de Cumorah. Cuando llegaron Smith y Oliver Cowdery, «la colina se abrió y entraron en una cueva, en la que había una habitación grande y espaciosa». El relato continúa diciendo que encontraron «más placas que probablemente muchas cargas de carretas; estaban apiladas en las esquinas y a lo largo de las paredes». Cuando entraron por primera vez, la Espada de Labán estaba colgada en la pared. Cuando volvieron a entrar más tarde, la Espada de Labán estaba desenvainada y descansaba sobre las placas doradas recién entregadas. La espada tenía una inscripción que decía que la espada «nunca volverá a envainarse hasta que los reinos de este mundo se conviertan en el reino de nuestro Dios y su Cristo».: 38  Los partidarios de la teoría de la Cumorah mesoamericana han sugerido que estos eventos ocurrieron en una visión en lugar de en una visita física.
No se han realizado investigaciones arqueológicas in situ en Cumorah en Nueva York, por lo que no existe evidencia que apruebe o repruebe las afirmaciones relacionadas con ese sitio.

### Cerro El Vigía
Por una variedad de razones, los eruditos mormones han propuesto el Cerro El Vigía (coordenadas: 18 ° 33′N 95 ° 11′O o 18 ° 27′25 ″ N 95 ° 21′01 ″ O ) en Veracruz, México, como la colina Cumorah del Libro de Mormón. John L. Sorenson ha enumerado quince criterios culturales para la colina Cumorah que se basan en pistas contextuales del texto del Libro de Mormón: ciudades, torres, agricultura, metalurgia, estados políticos formales, religión organizada, idolatría, artesanía, comercio, escritura, armamento, astronomía, sistemas de calendario, cemento y ruedas. Sorensen alega que la colina en Nueva York cumple al menos parcialmente con cuatro de estos requisitos, mientras que el Cerro El Vigía cumple con todos ellos.
Según David Palmer, se ha desarrollado una lista de criterios topográficos y geográficos para Cumorah. Estos criterios son los siguientes:
1. Estaba cerca de una costa oriental.[26]
2. Estaba cerca de un estrecho cuello de tierra.[33]
3. Estaba en una llanura costera, y posiblemente cerca de otras montañas y valles.[34]
4. Fue un viaje de un día al sur (este-sureste en coordenadas modernas) de un gran cuerpo de agua.[35]
5. Estaba en un área de muchos ríos y aguas.[36]
6. Estaba en presencia de fuentes.[36]
7. La abundancia de agua aparentemente proporcionó una ventaja militar.[36]
8. Había una ruta de escape hacia la tierra ("país") hacia el sur.[37]
9. La colina era lo suficientemente grande como para proporcionar una vista de cientos de miles de cuerpos.[38]
10. La colina fue aparentemente un hito significativo.[39]
11. Aparentemente, la colina era independiente para que la gente pudiera acampar a su alrededor.[40]
12. El clima fue aparentemente templado sin registro de frío o nieve.[41]
13. La colina estaba ubicada en una zona volcánica susceptible a los terremotos.[42]

### Origen alternativo del nombre
Grant H. Palmer ha teorizado que Smith tomó prestado el nombre de «Cumorah» a través de su estudio de las historias de búsqueda del tesoro del Capitán William Kidd. Se considera que Kidd comenzó el fenómeno de la búsqueda del tesoro después de enterrar el tesoro en la isla de Gardiner en Nueva York poco después de regresar de un viaje al Océano Índico, donde perdió un tercio de su tripulación debido al cólera en las islas Comoras (conocido por el nombre árabe, Camora, antes de ser ocupado por los franceses en 1841). Antes de anunciar su descubrimiento del Libro de Mormón, Smith había trabajado varios años como buscador de tesoros. Desde que la edición de 1830 del Libro de Mormón imprimió el nombre de «Cumorah» como «Camorah», se ha sugerido que Smith usó el nombre de las islas y lo aplicó a la colina donde encontró el tesoro enterrado: las planchas de oro. Complementando esta propuesta está la teoría de que Smith tomó prestado el nombre de un asentamiento en las Comoras, Moroni, y lo aplicó al ángel que lo llevó a las planchas de oro.
Otros postulan que esta línea de argumento comete el error lógico de apelar a la probabilidad. También señalan que es altamente improbable que Smith tuviera acceso a material que se hubiera referido al entonces pequeño asentamiento de Moroni, particularmente porque no apareció en la mayoría de los diccionarios geográficos contemporáneos. Sin embargo, otros autores mormones han sugerido que los antepasados del pueblo nefita pueden haber encontrado las islas Comoras en su viaje inicial desde la Península arábiga al hemisferio occidental, y que la civilización nefita, por lo tanto, pudo haber conservado un conocimiento colectivo de la nombres «Comoras» y «Moroni».

### Propuestas arqueológicas	alternativas SUD
Una minoría de eruditos SUD, algunos de los cuales se especializan en literatura estadounidense del siglo XIX, colocan el escenario literario original para el Libro de Mormón entre los constructores de montículos míticos de América del Norte. Los recientes descubrimientos arqueológicos en América del Norte, junto con nueva información histórica en el proyecto de los Documentos de Joseph Smith, han llevado a un resurgimiento del interés en el entorno tradicional de Nueva York.